# Castell de Montsegur
El castell de Montsegur se situa a la població homònima al País de Foix, departament francès de l'Arieja, al sud-oest de Carcassona, a Occitània, en un penyal (el puèg en occità o puig, en català), de 1.207 metres d'altitud. El castell domina tota la vall del riu Lasset i és de difícil accés, fet que en facilitava la defensa; només s'hi pot accedir per un camí de bast, costerut, estret i sinuós. L'existència d'un castrum, o poble fortificat, fora dels murs del castell, està documentada abans de la construcció de l'actual castell. Montsegur va servir de refugi als càtars, dins el context de la croada albigesa, fins que, el maig de 1243, l'exèrcit croat del papa i la monarquia francesa van prendre la muntanya i van extingir el darrer nucli de resistència d'aquesta confessió cristiana.
A propòsit del castell, s'han creat nombroses llegendes i mites, el més conegut dels quals és el que el relaciona amb un misteriós tresor amagat que contenia el Sant Grial (Sang Reial), que hi hauria estat amagat pels darrers càtars; és centre de nombrosos amants de l'esoterisme i, es diu, que al solstici d'estiu, quatre arcs deixen passar els primers raigs del sol, que travessen de banda a banda la torre de l'homenatge i mostren quatre barres de llum.

## Història

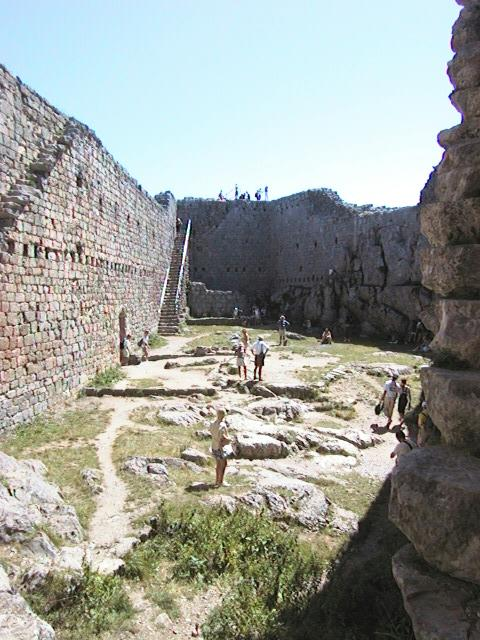
Interior del castell

El puig de Montsegur, probablement, va estar habitat des de molt abans de l'arribada dels càtars. Però no és fortificat fins al 1204 per Ramon de Perella, senyor del lloc. Després de la derrota de la coalició dels exèrcits del rei d'Aragó i el comte de Tolosa en la batalla de Muret el 1213, el «perfecte» Gilabert de Castres es refugia al castell, que es converteix en un lloc de refugi de bons homes i de bones dones o càtars. El 1241, per les fortes pressions del rei de França, Lluís IX, el comte Ramon VII de Tolosa assetja el castell que, probablement sense combat, finalitza en fracàs. Sent propietat d'Esclarmonda de Foix, s'hi refugiaren alguns càtars que participaren el 1242 en la matança dels inquisidors a Avinyonet, encapçalats per Pere Roger de Mirepeis. Al maig de 1243, el senescal de Carcassona, Hugues de l'Arcis, emprèn el definitiu setge del castell. Després de 10 mesos, Ramon de Perella i Pere Roger de Mirepeis comencen la negociació que durà a la rendició del lloc. Els vencedors donen quinze dies de termini als vençuts per abandonar el castell. Podran optar entre l'abjuració de la seva fe i la foguera. Molts van preferir no abjurar: uns dos-cents van ser cremats de viu en viu, d'altres moriren en presó. Una pira gegantina consumí els cossos dels anomenats màrtirs del pur amor crestian al prat dels Cremats, sacrifici actualment commemorat per una estela al peu del puig. Els nobles, soldats i mercenaris de la guarnició van ser alliberats i cridats per la Inquisició, conforme als acords de capitulació. La caiguda de Montsegur va significar un punt d'inflexió que va precipitar el final de la creuada albigesa. Desenes de milers de càtars van travessar els Pirineus cap al sud, fugint de la terrible repressió dels croats i de l'Església. Es van establir en diversos indrets de la terra de frontera amb Al-Àndalus, que aleshores era Catalunya.
Les ruïnes del castell que es conserven, construït segurament a finals del segle xiii-principis del xiv sobre les ruïnes de l'antic assentament per Gui I de Levis després de la derrota al setge de Montsegur, són visibles des de lluny. La torre de l'homenatge encara conserva la cisterna, la sala baixa, i un arc emprat com a darrer reducte de defensa de la torre. A hores d'ara, no hi ha comunicació entre el castell i la torre de l'homenatge.